# 아티냐
아티냐(프랑스어: Attignat)는 프랑스 동부 앵주에 위치한 코뮌 중 하나이다.

## 지리
이 코뮌은 부르캉브레스로부터 북서쪽으로 12km 떨어진 곳에 위치하며, A40 고속도로부터 4km 북쪽에 있다. 코뮌으로 레이조즈 강이 지나간다.

## 인구
| 연도 | 인구  | ±%    |
| ---- | ----- | ----- |
| 2006 | 2,487 | —     |
| 2007 | 2,567 | +3.2% |
| 2008 | 2,662 | +3.7% |
| 2009 | 2,850 | +7.1% |
| 2010 | 2,936 | +3.0% |
| 2011 | 3,023 | +3.0% |
| 2012 | 3,110 | +2.9% |
| 2013 | 3,260 | +4.8% |
| 2014 | 3,386 | +3.9% |
| 2015 | 3,328 | −1.7% |
| 2016 | 3,270 | −1.7% |

## 같이 보기
- 앵주의 코뮌 목록